# ألاستير روبنسون
اليستر روبنسون (بالإنجليزية: Alastair Robinson)‏ (و. 1980 – م) هو عالم نبات 

## التعليم
تعلم في كلية لندن الجامعية، وHarrow School، وQueens' College